# Église de la Réconciliation de Taizé
Pour les articles homonymes, voir Église de la Réconciliation.
L'église de la Réconciliation de la Communauté de Taizé est une église située sur le territoire de la commune de Taizé dans le département français de Saône-et-Loire et la région Bourgogne-Franche-Comté.

## Histoire
Bâtie en 1961-1962, l'église de la Réconciliation est destinée à accueillir la communauté et les jeunes se rendant à Taizé, l'église romane du village utilisée jusqu'alors étant devenue trop petite.
Conçue par le frère Denis Aubert (1933-2015), la construction de l'église débute au mois d'avril 1961 par un groupe de jeunes volontaires allemands, membres de l’Action Reconciliation Service for Peace (en), un organisme créé pour la réconciliation franco-allemande après la Seconde Guerre mondiale, pour concrétiser le rapprochement entre leur pays et la France.
Elle est inaugurée le 6 août 1962,, jour où est célébrée la Transfiguration de Jésus et où est commémoré le bombardement atomique d'Hiroshima.
Le premier agrandissement majeur de l'église a lieu à Pâques 1971, ce qui impliqua également la démolition d'une partie de la façade. 
Depuis l'agrandissement de l'église, l'église de la Réconciliation a d'abord été agrandie avec des tentes, qui ont ensuite été remplacées par des ajouts permanents. Les différentes parties sont équipées de volets roulants afin que l'église puisse être agrandie ou réduite. 
Le 16 août 2005, frère Roger, fondateur de la communauté de Taizé, est poignardé à mort pendant la prière du soir dans l'église de la Réconciliation.
La nef principale a été rénovée au printemps 2008. De plus, l'orgue, qui ne pouvait plus être restauré, a été démonté et remplacé par un nouvel orgue en 2009. Un nouvel autel a également été installé.

## Description

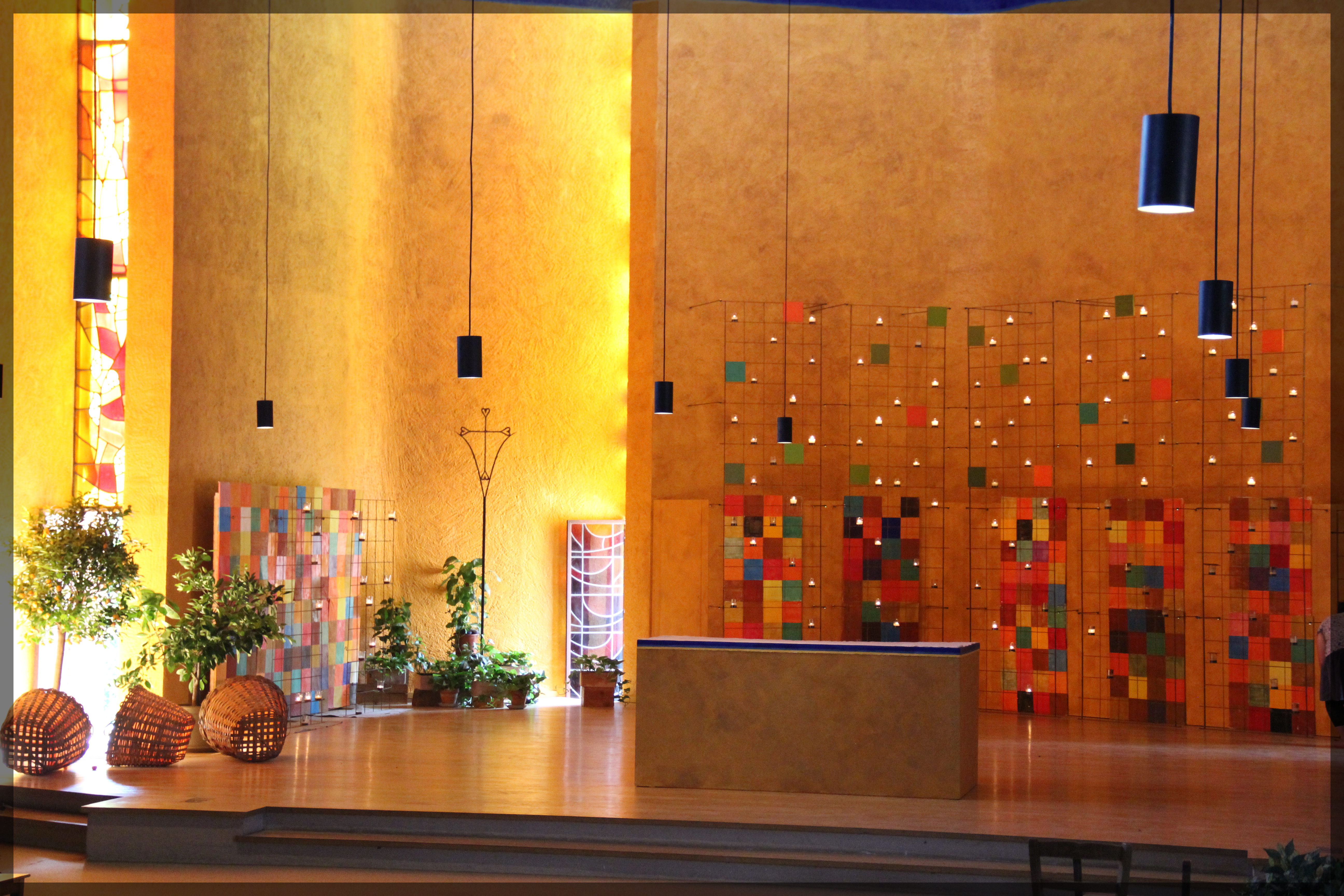
Chœur de l'église de Taizé à l'été 2018

Les plans de l'édifice ont été réalisés par Denis Aubert, un frère de la communauté. Son architecture moderne, inspirée du brutalisme, ne fait pas l'unanimité : l’édifice en béton brut est jugé austère et froid. Les stalles en béton du chœur sont alors supprimées et le sol est recouvert de tapis.
Sous le chœur, deux cryptes, sont affectées respectivement au culte catholique et au culte orthodoxe.

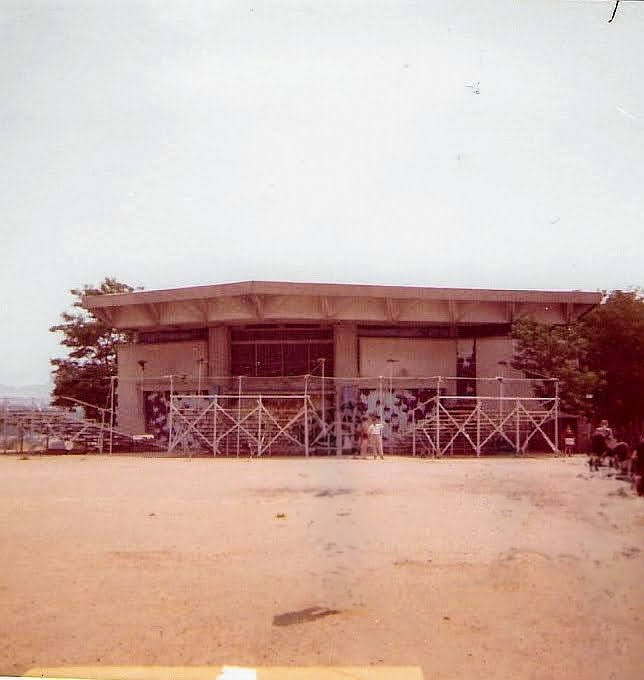
Église de la Réconciliation de Taizé en ètè 1975

Dans les années suivantes, la décoration du chœur est profondément remaniée : le lustre austère est remplacé par de petits murs de briques où scintillent des veilleuses ; de grandes toiles triangulaires, de couleur orange, cachent le béton de l'abside pour donner l’impression d’un bateau prêt à partir au large. Les bancs et les chaises furent supprimés, les fidèles s'asseyant sur des tabourets de méditation ou à même le sol, recouvert de moquette.
À l'été 2018, le décor du chœur de l'église évolue sur les propositions de frère Stephen.

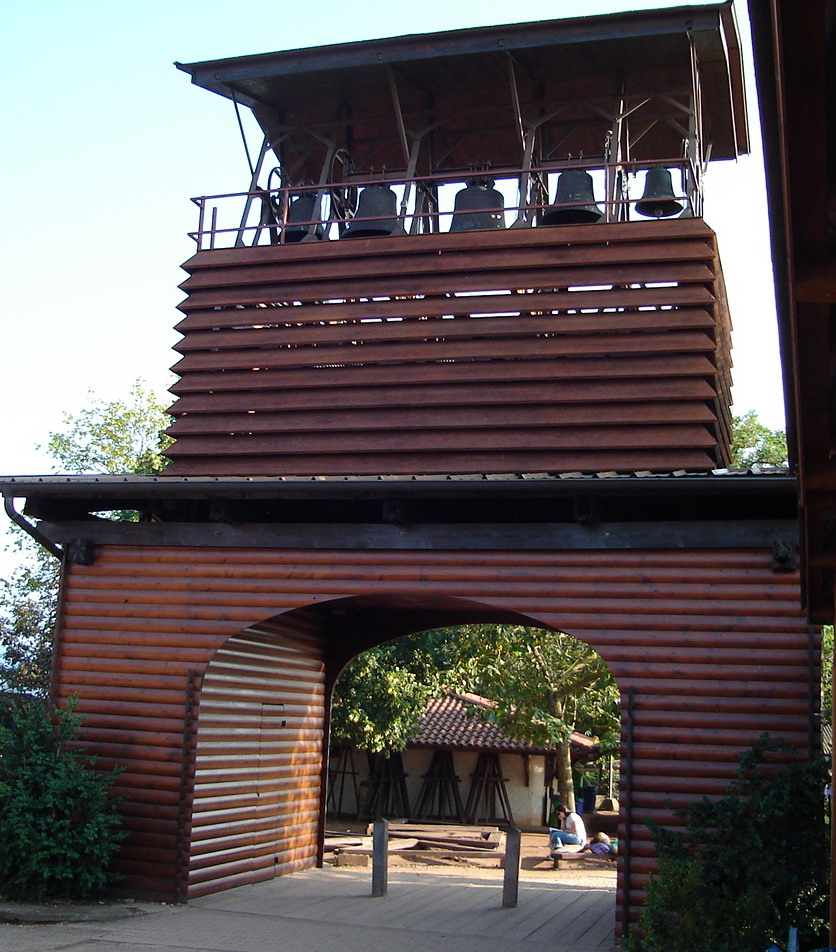
Les cloches de Taizé

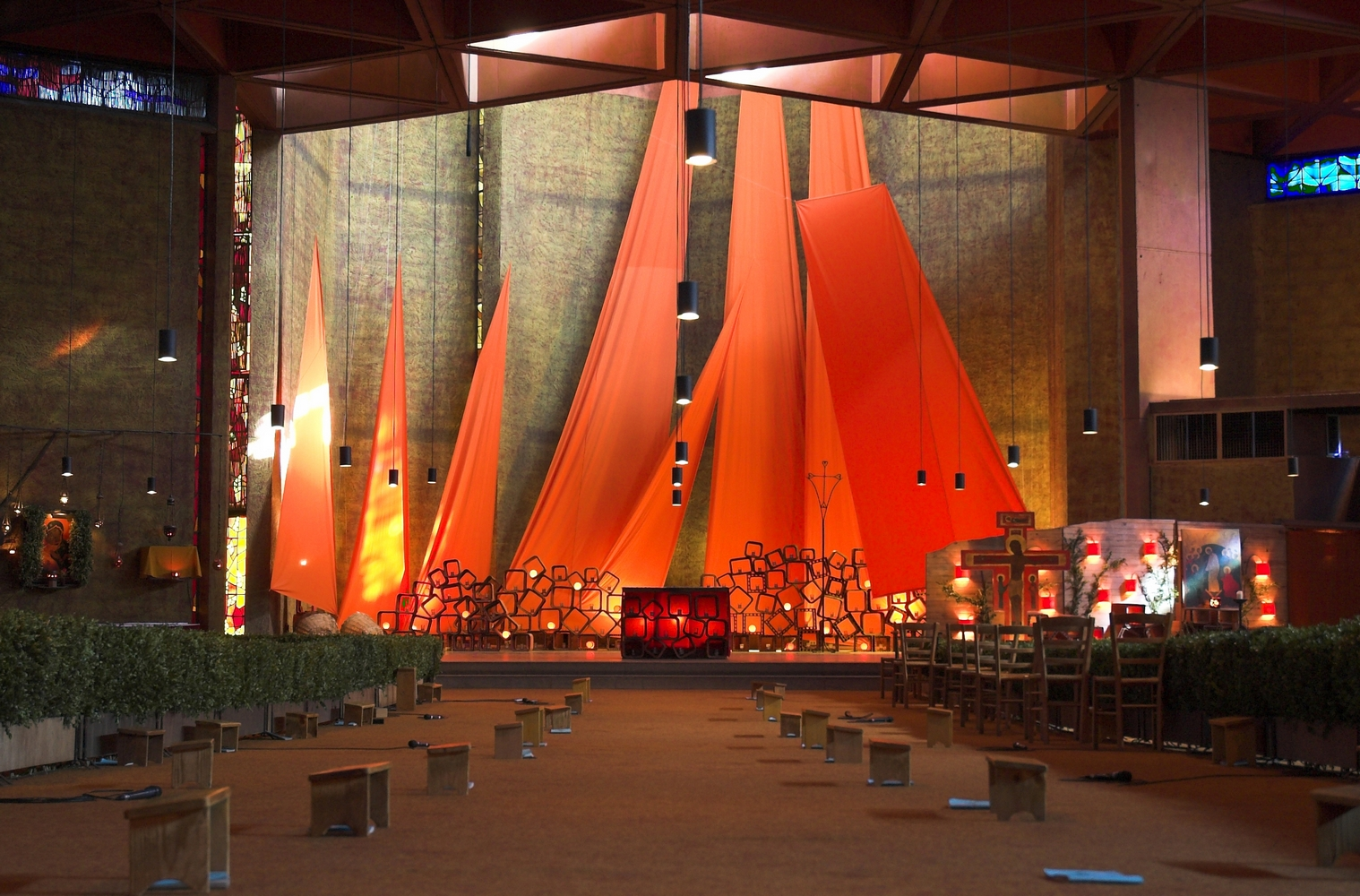
Intérieur (avant la rénovation en 2018)
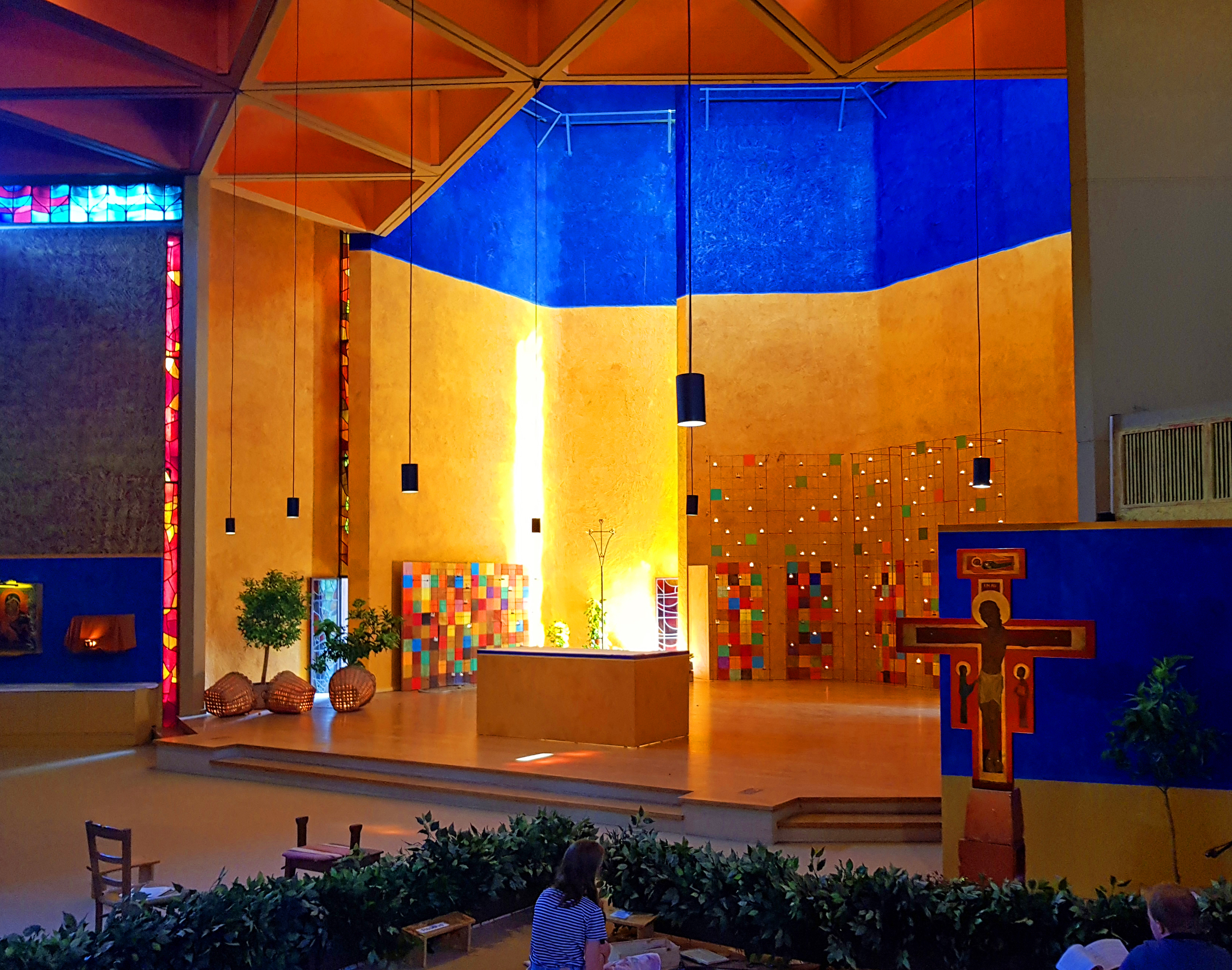
Chœur (après rénovation)
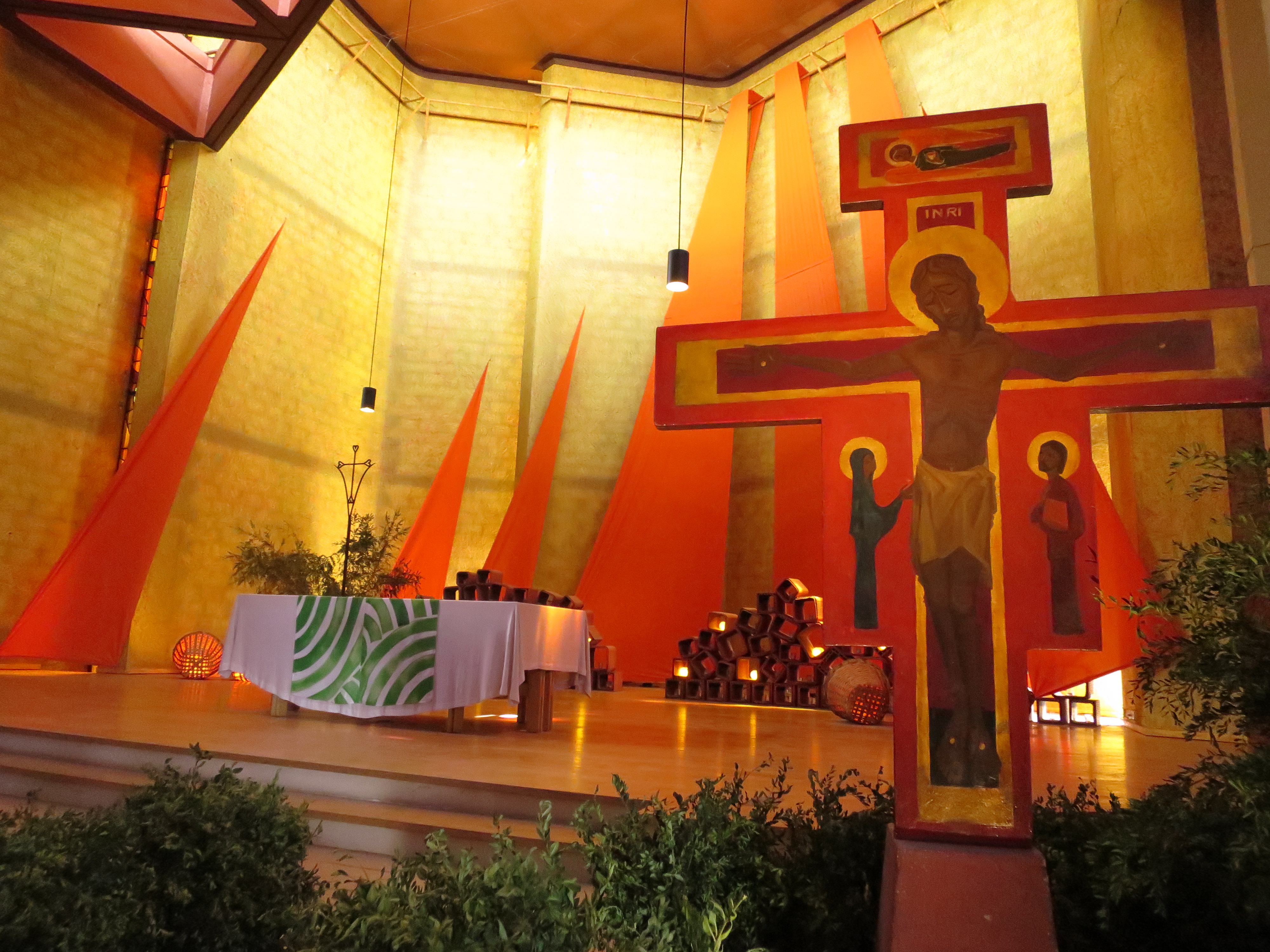
Chœur et icône de croix (avant rénovation)
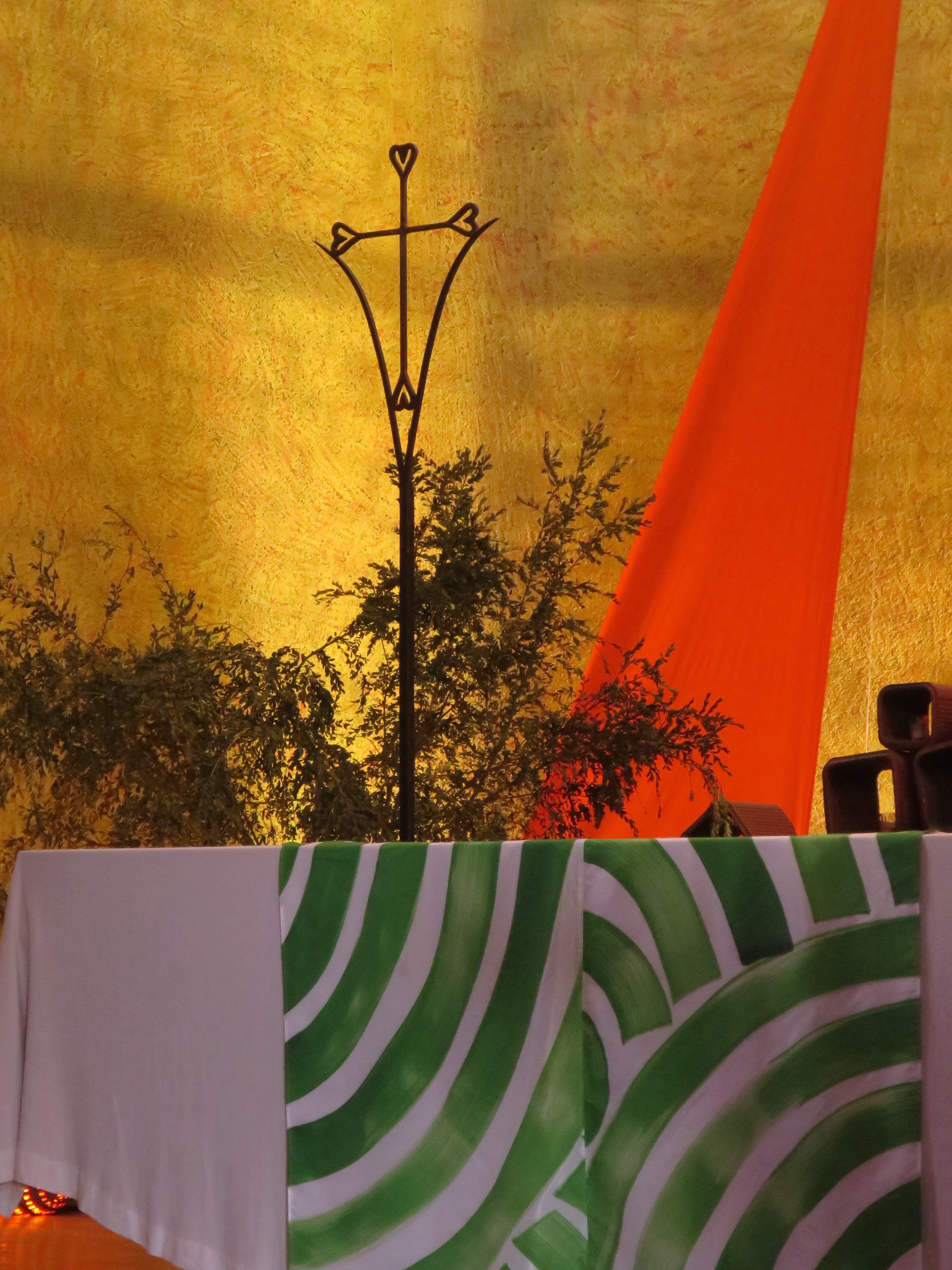
Autel (avant rénovation)
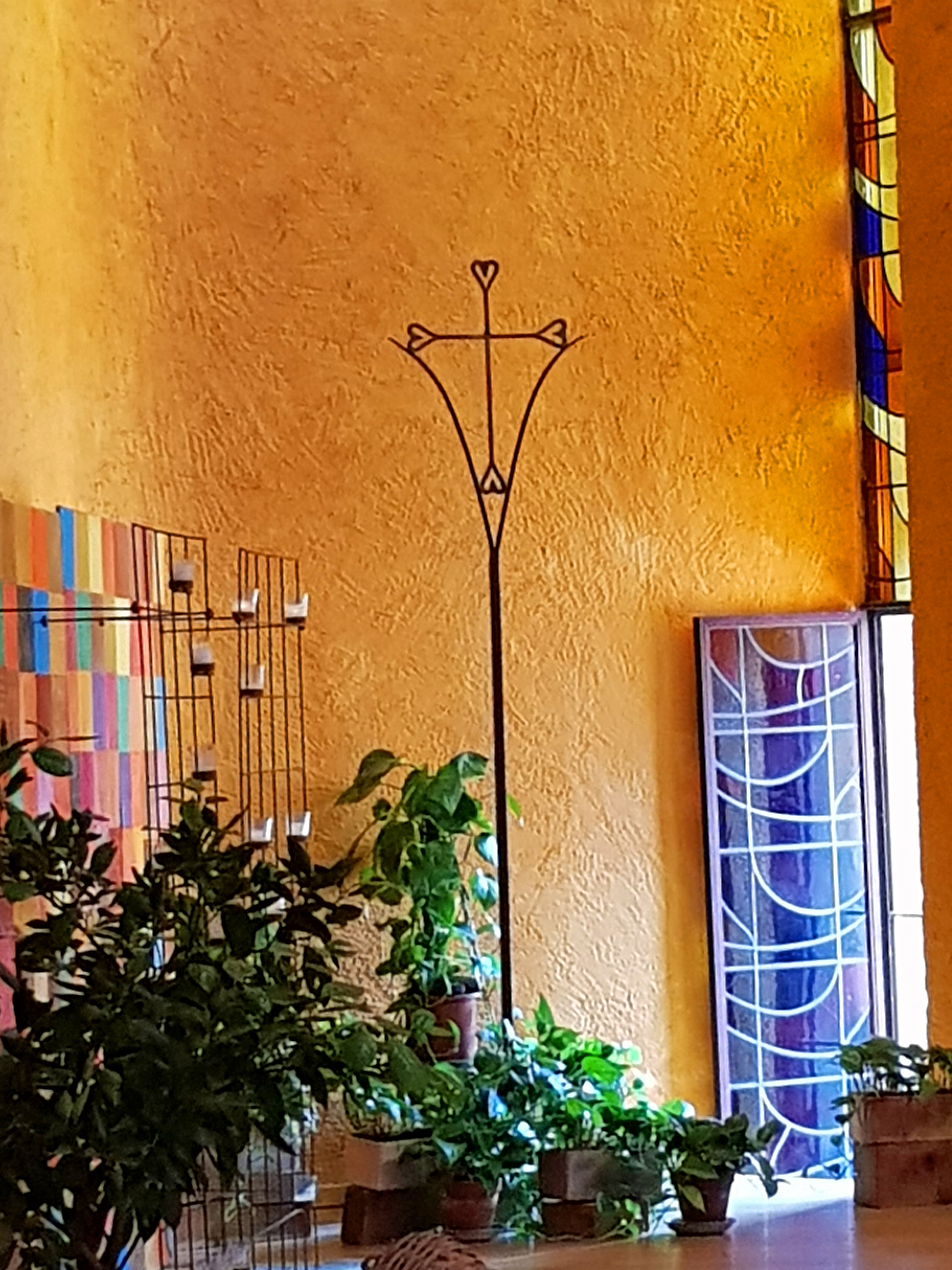
Croix d'autel (après rénovation)
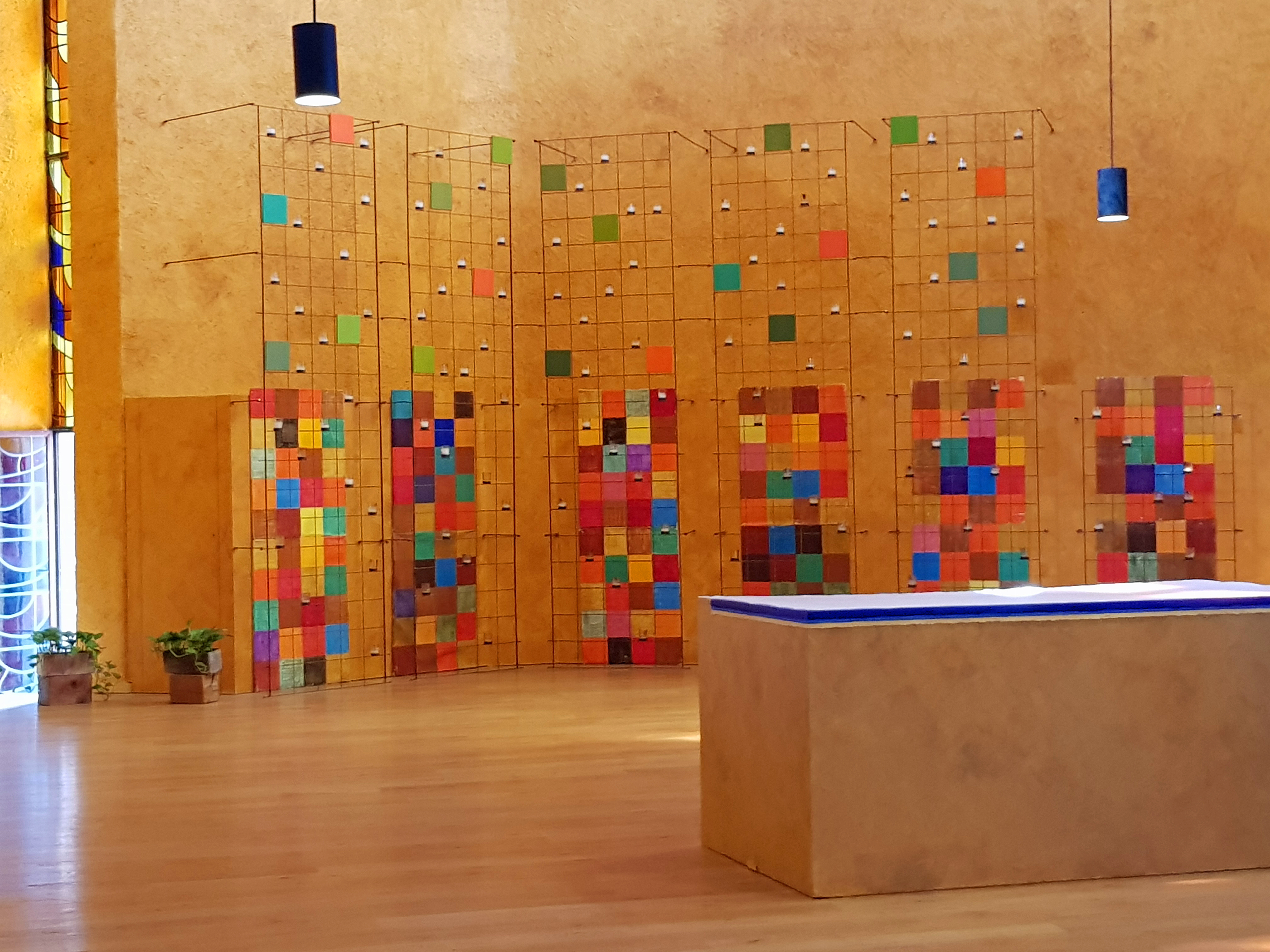
Autel et patchwork
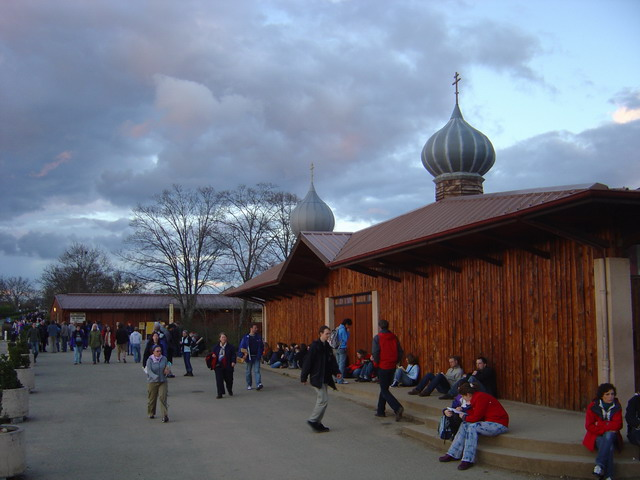
Portail après ajouts
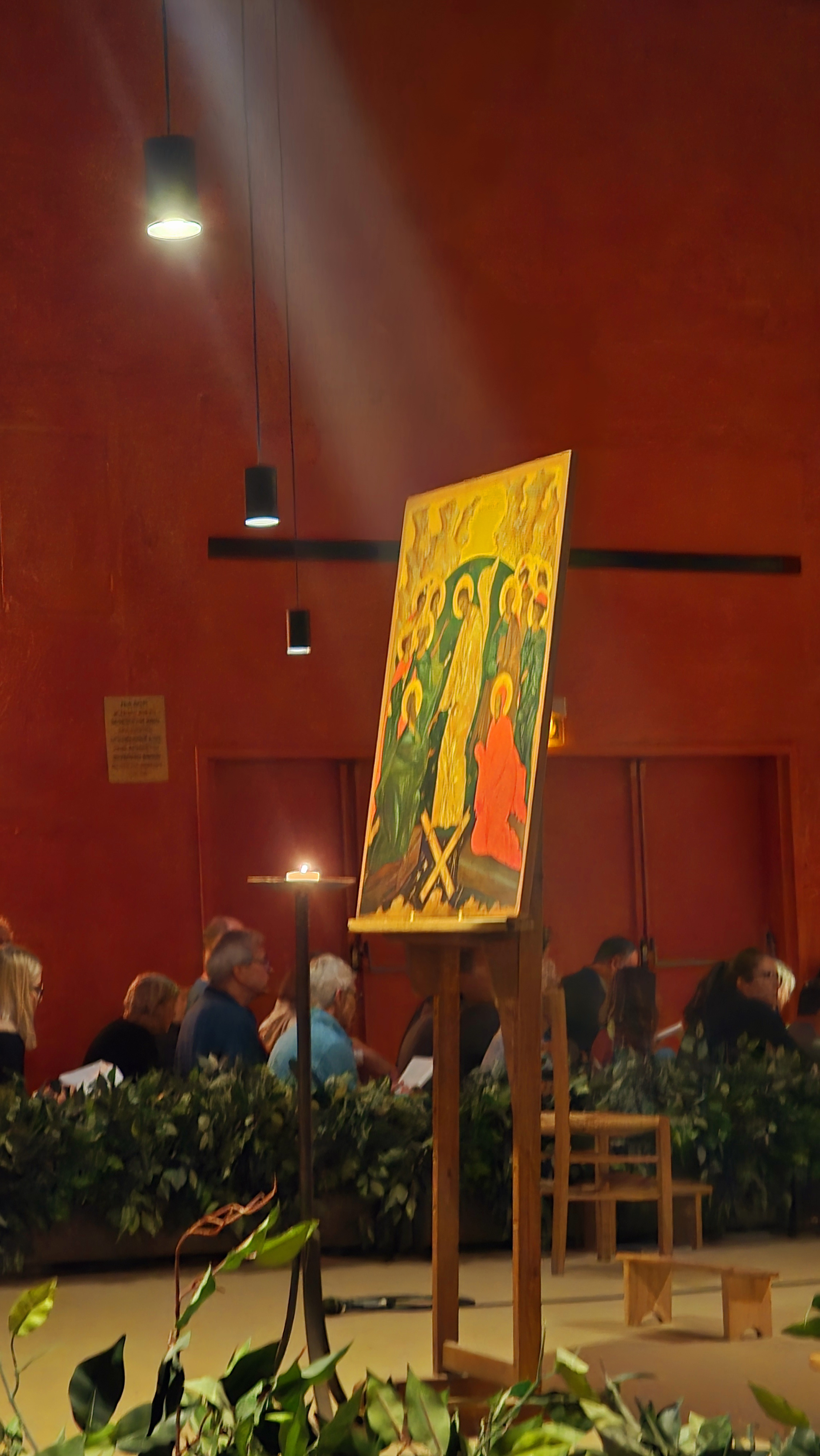
Icône de la Résurrection

## Vitraux
Face à l’orgue, côté sud, l’unique décoration est une série de huit vitraux réalisés par Éric de Saussure (1925-2007), connu dans la communauté sous le nom de Frère Éric (de). Le long du mur de béton, une suite de niches mettent en valeur successivement l’Annonciation, le Magnificat, la Nativité, la fuite en Égypte, la victoire de l’Agneau pascal, la Résurrection du Christ, la Pentecôte, et François d'Assise.

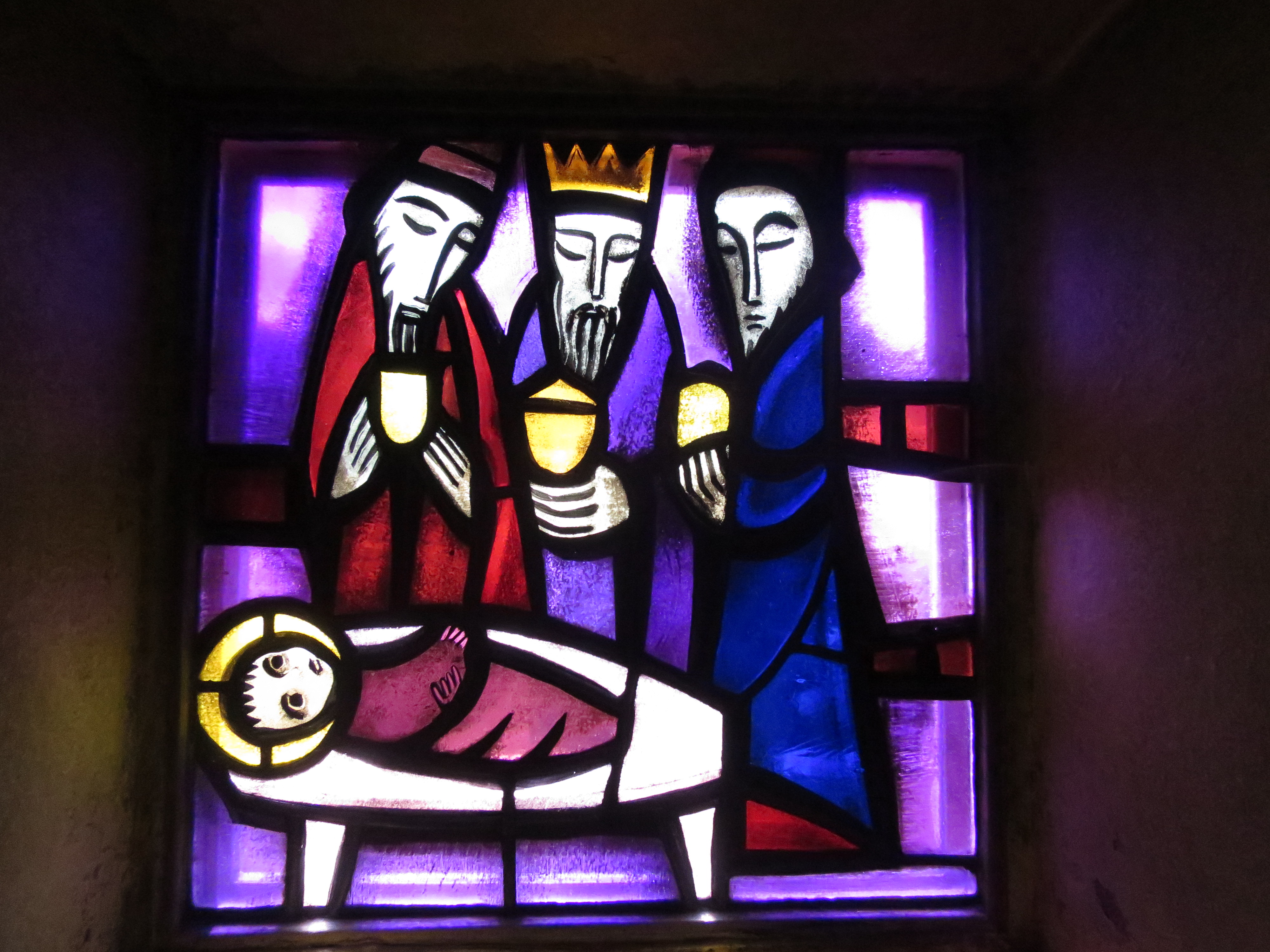
Saints Trois Rois
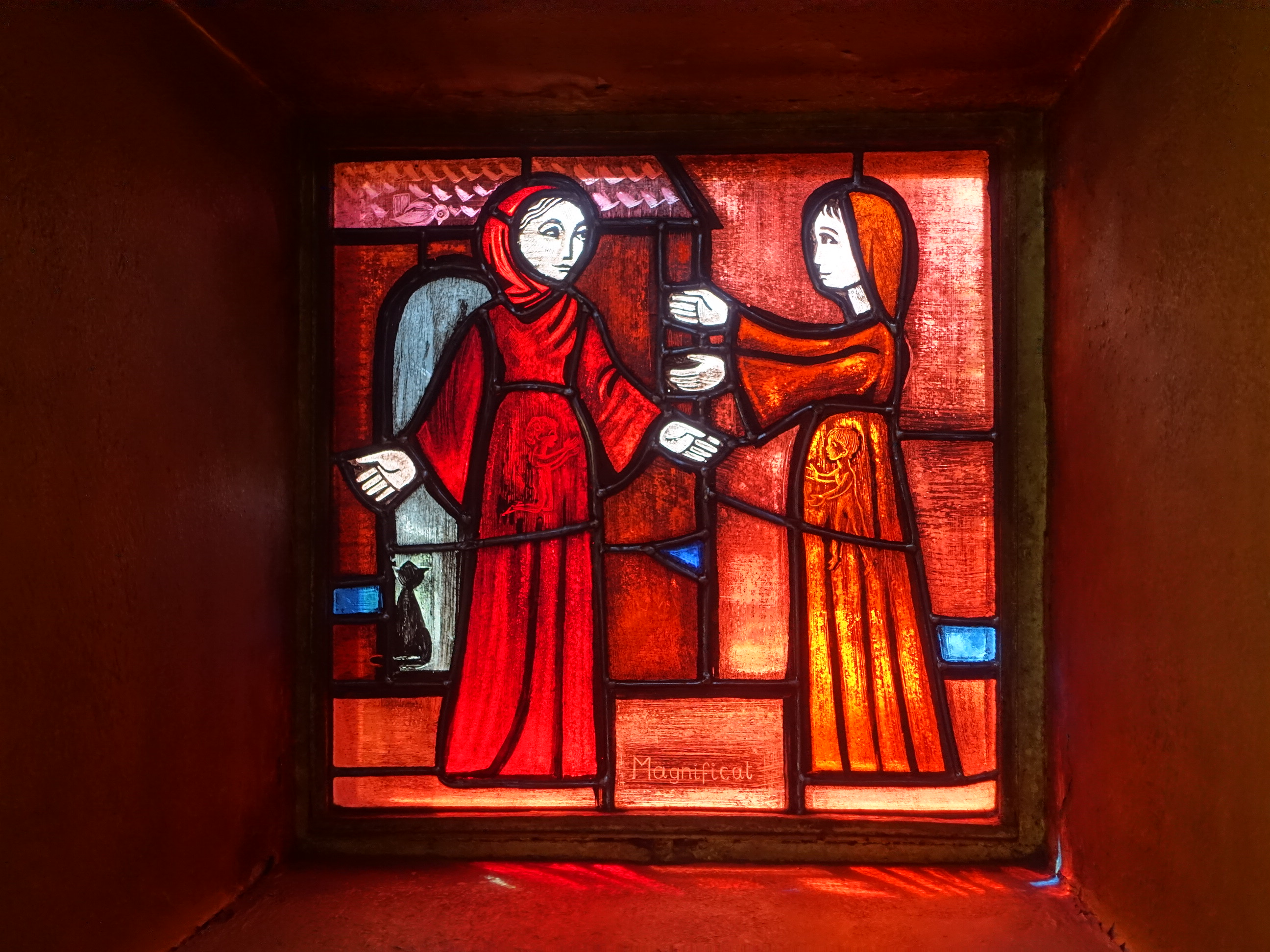
Marie et Élisabeth
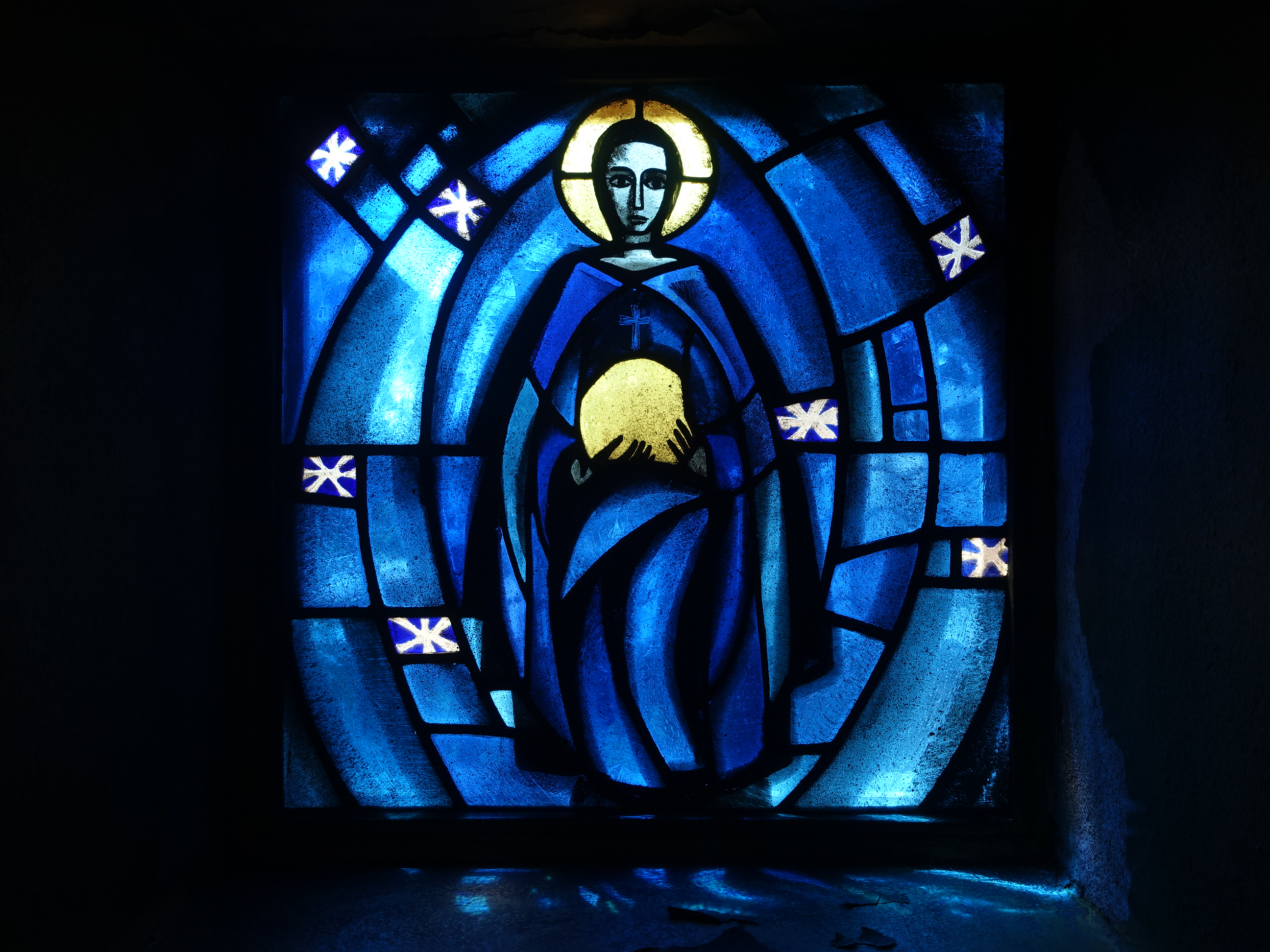
Souverain du monde
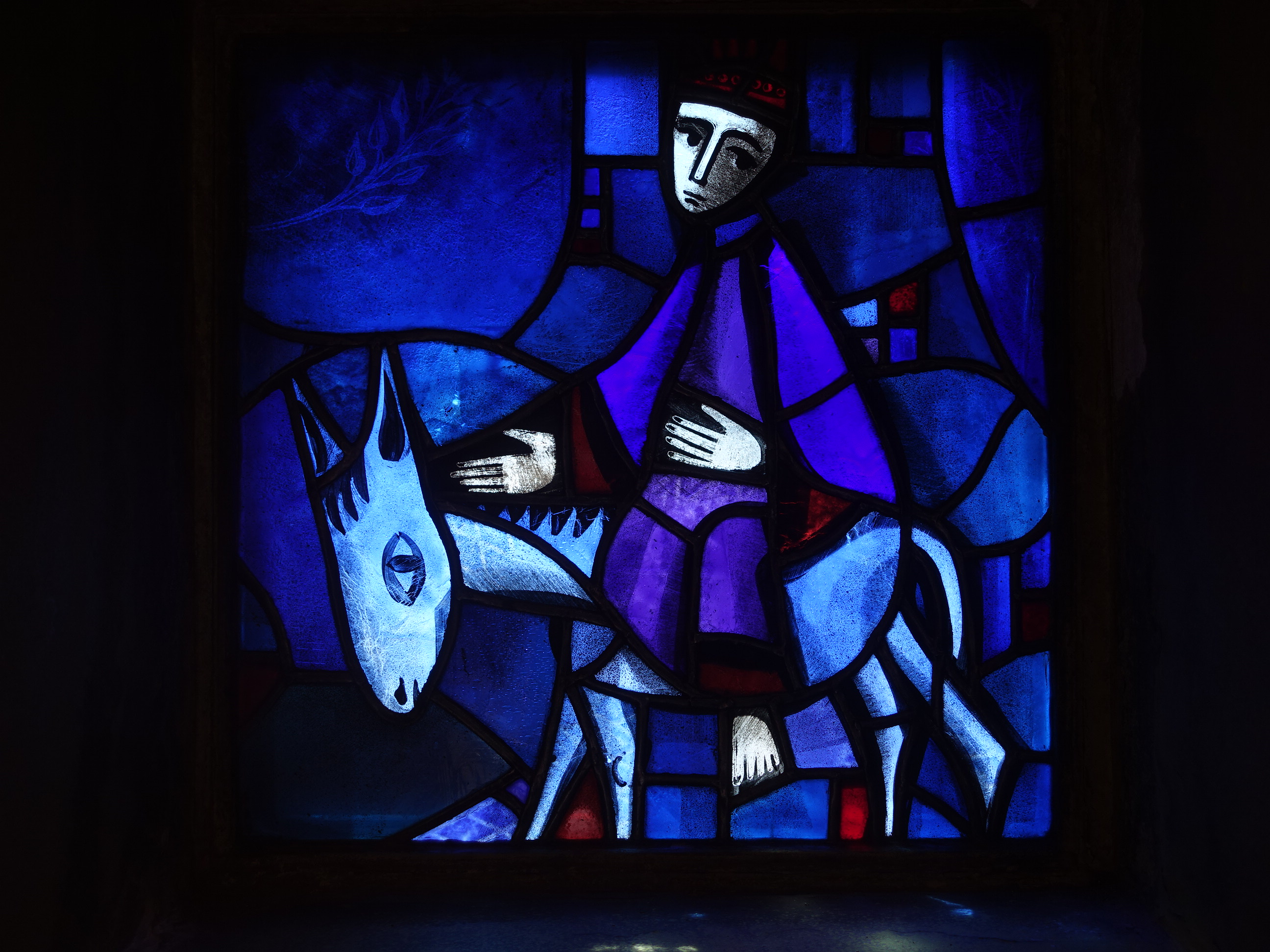
Entrée à Jérusalem